# Estrategias cognitivas
Las estrategias cognitivas son las formas o maneras de organizar las acciones, usando las capacidades intelectuales propias, en función de las demandas de la tarea, para guiar los procesos de pensamiento, hacia la solución del problema.
Según Derry y Murphy (1986), la estrategia se refiere a un conjunto de actividades mentales que emplea el sujeto en una situación de aprendizaje, para facilitar la adquisición de conocimiento.
Para el caso de la comprensión lectora, las estrategias cognitivas son el conjunto de acciones internamente organizadas que el individuo utiliza para procesar información; comprenden el recordar, transformar, retener y transferir información a nuevas situaciones
Hay diversas taxonomías de las estrategias cognitivas. Así, Palincsar y Brown (1984), han desarrollado la enseñanza recíproca que consta de cuatro estrategias: resumir, preguntar, clarificar y predecir.
Por su parte, Morles (1986), agrupa las estrategias cognitivas en cinco categorías: de organización, de focalización, de elaboración, de integración y de verificación.